# 中国人民解放军海军陆战队第五旅
海军陆战队第五旅（英語：5th Marine Brigade），是中国人民解放军海军陆战队现行编制下成立的第一个旅级单位，现驻地为山东省青岛市。

## 历史概述
1956年10月，青岛守备区改称解放军守备19师，隶属济南军区，下辖三个守备团，外加船运大队以及青岛边防检查站等部队。
- 守备第四十八团（原青岛守备区守备2团）
- 守备第四十九团（原青岛守备区直属1、2营扩编）
- 守备第五十团（济南军区公安军19师边防52团）

1962年8月，守备19师又新组建了守备35团。1969年11月，青岛市人民武装部与守备19师合并组建青岛警备区，执行军级权限，隶属济南军区，统辖驻青守备部队、直属部（分）队，青岛边防检查站和各区市人民武装部。1970年2月，青岛警备区正式成立，主要担负海防守卫、城市警备和民兵预备役等工作，原守备19师所辖的守备35、48和49团，依次改称济南军区守备18、19和20团。1976年12月，守备第18团改编为青岛警备区炮兵团，至此青岛警备区辖有19和20两个守备团，再加上一个炮团。1985年10月，青岛军分区并入青岛警备区，组编为师级单位，隶属山东省军区。
1985年10月，守备19团整编为守备7团，而守备20团和炮团合并整编为守备第八团。1993年2月，守备7团和8团依次改称为海防第七团和海防第八团。2003年11月，海防7团撤编，部队缩编为海防2营，转隶海防8团建制。2017年新军改后，青岛警备区海防8团转隶海军，改编为海军陆战队第五旅。

## 沿革
| 部隊番號                 | 使用時期                     |
| ------------------------ | ---------------------------- |
| 青岛守备区守备第四十九团 | 1956年10月25日-1970年2月10日 |
| 青岛守备区守备第二十团   | 1970年2月10日-1985年10月     |
| 青岛警备区守备第八团     | 1985年10月-1993年2月         |
| 青岛警备区海防第八团     | 1993年2月-2017年2月14日      |
| 海军陆战队第五旅         | 2017年2月14日至今            |